# Făcăeni
Făcăeni est une commune du județ de Ialomița en Roumanie.